# La Pommeraye, Calvados

La Pommeraye este o comună în departamentul Calvados, Franța. În 1 ianuarie 2022 avea o populație de 66 de locuitori.